# Crataegus warneri
Crataegus warneri är en rosväxtart som beskrevs av Charles Sprague Sargent. Crataegus warneri ingår i Hagtornssläktet som ingår i familjen rosväxter. Inga underarter finns listade i Catalogue of Life.